# The Morrigan’s Call
The Morrigan’s Call (рус. Зов Морриган) — пятый студийный альбом ирландской фолк-метал-группы Cruachan, издан 17 ноября 2006 года компанией Karmageddon Media.

## Список композиций
1. Shelob — 03:05
2. The Brown Bull of Cooley — 05:26
3. Coffin Ships — 01:50
4. The Great Hunger — 06:10
5. The Old Woman in the Woods — 01:52
6. Ungoliant — 03:56
7. The Morrigan’s Call — 01:52
8. Teir Abhail Ru — 04:16
9. Wolfe Tone — 02:58
10. The Very Wild Rover — 04:04
11. CuChulainn — 06:24
12. Diarmuid and Grainne — 05:15

## Переиздания
В японском переиздании имеются также треки:
1. Bloody Sunday (Unplugged) — 02:30
2. Timmy — 1:52 (a.k.a. 'Little Timmy Scumbag')

## Участники записи
- Keith Fay (O’Fathaigh) — вокал, электрическая и акустическая гитары, бузуки, банджо, бодран, мандолина и перкуссия
- Joe Farrell — ударные и перкуссия
- Karen Gilligan — вокал, перкуссия
- John Clohessy — бас-гитара, бэк-вокал
- John Ryan Will — скрипка, банджо, бузуки, клавишные, низкий вистл

+
- John O'Fathaigh – ирландская флейта, дудка
- Aine O'Dwyer – ирландская гармоника

### Приглашённые музыканты
- John O’Fathaigh — ирландская флейта, дудка
- Aine O’Dwyer — ирландская гармоника